# Sommarøy
Sommarøy est une localité du comté de Troms, en Norvège.

## Géographie
Administrativement, Sommarøy fait partie de la kommune de Tromsø.
Le village s'étend sur l'île de Store Sommarøya ou Sommarøya et sur la partie occidentale de l'île de Hillesøya.

## Port
Le nom de code UN/LOCODE du port de Sommaroy est NOSOM

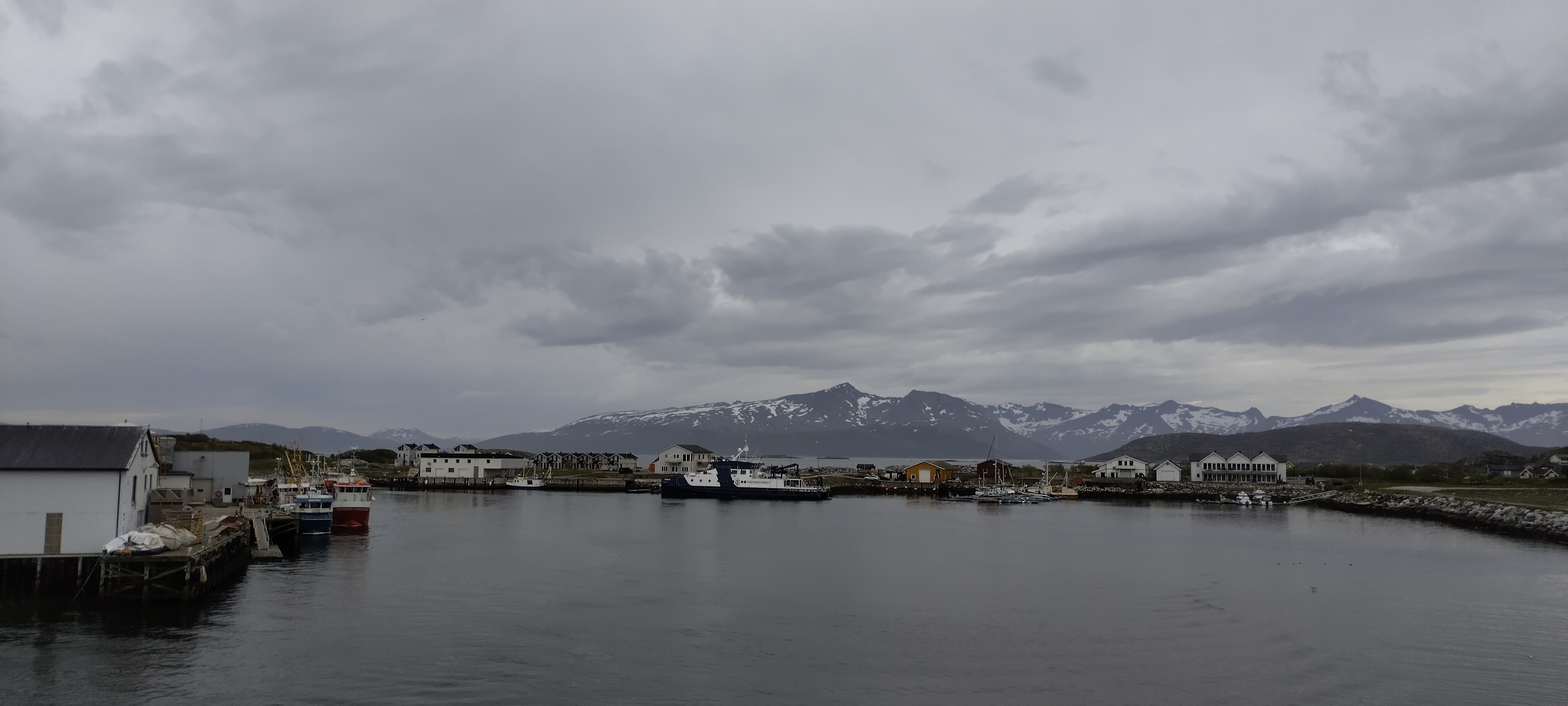
Vue du port de Sommarøy. Dans le fond, l'île de Senja.

## Pont de Sommarøy
Le pont de Sommarøy (Sommarøybrua) relie l'île de Sommarøya à Kvaløya. Ce pont mesure 522 m de long, sa plus grande portée est de 120 m. La chaussée du pont n'a qu'une seule voie, des feux tricolores permettent de réguler la circulation alternée.

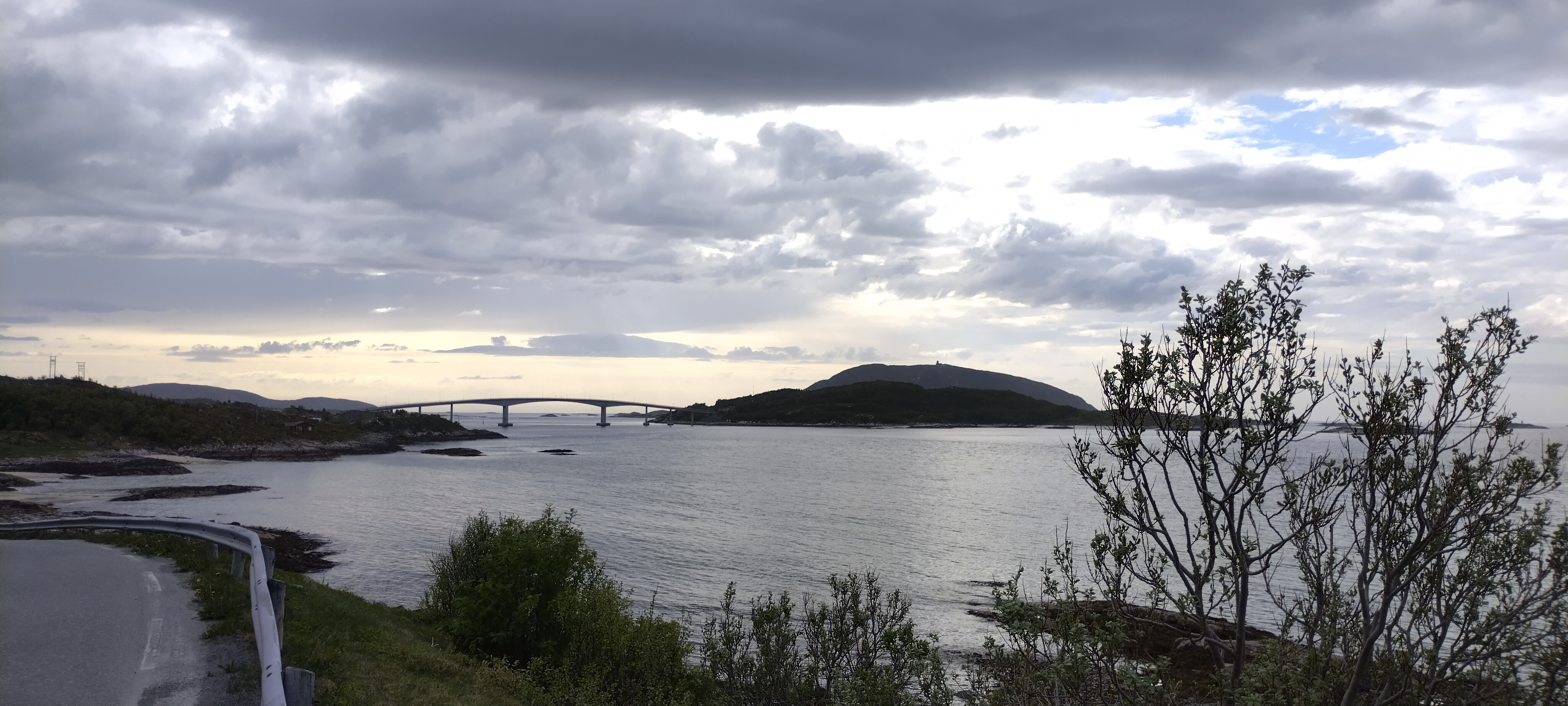
Vue de Sommarøya rattachée à Kvaløya par le pont Sommarøybrua.
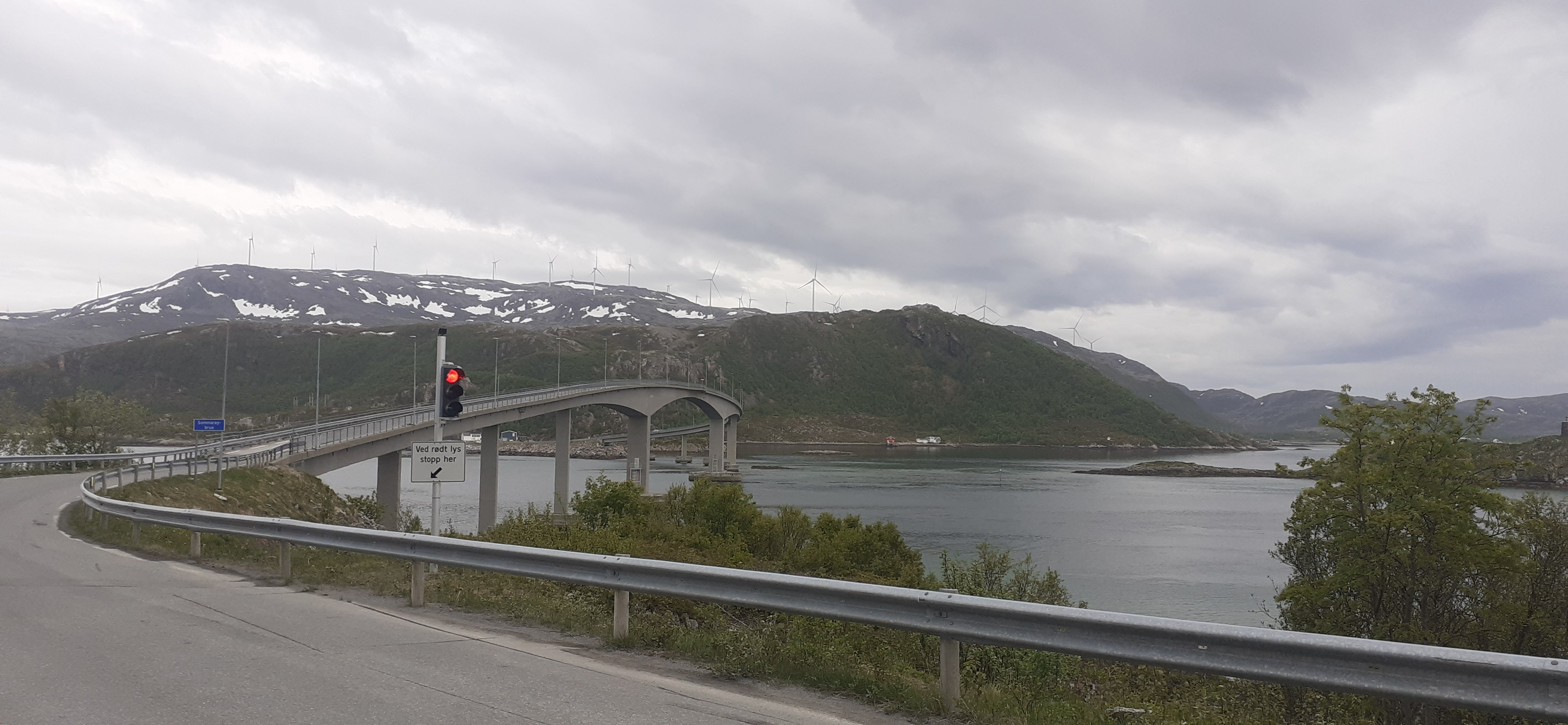
Sommarøybrua depuis l'île de Sommarøya.

## Sommarøysundet
Au sud, l'île de Sommarøya est bordée par le détroit Sommarøysundet. Une série d'îlots sépare le Sommarøysundet du fjord de Malangen. 

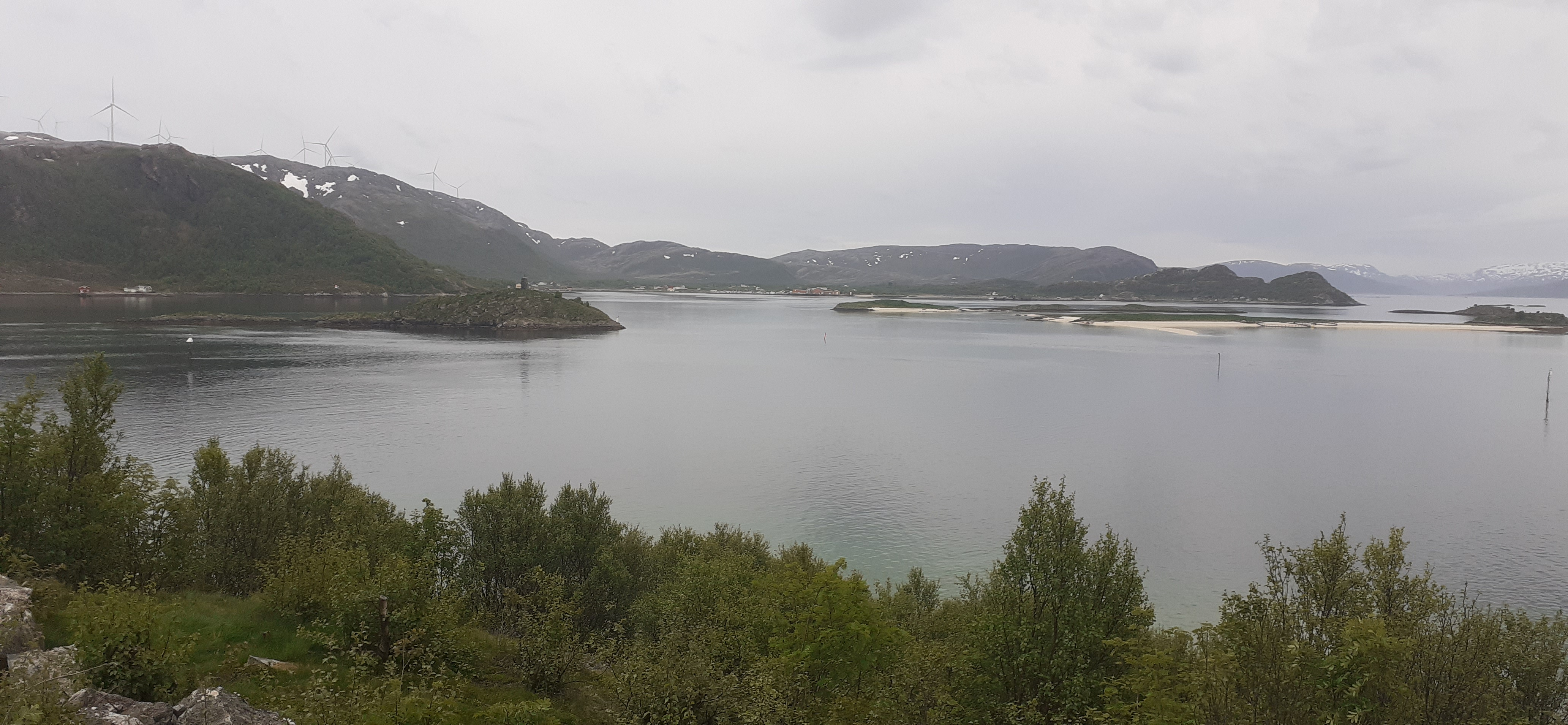
Îlots de Vardholmen et de Sandholmen
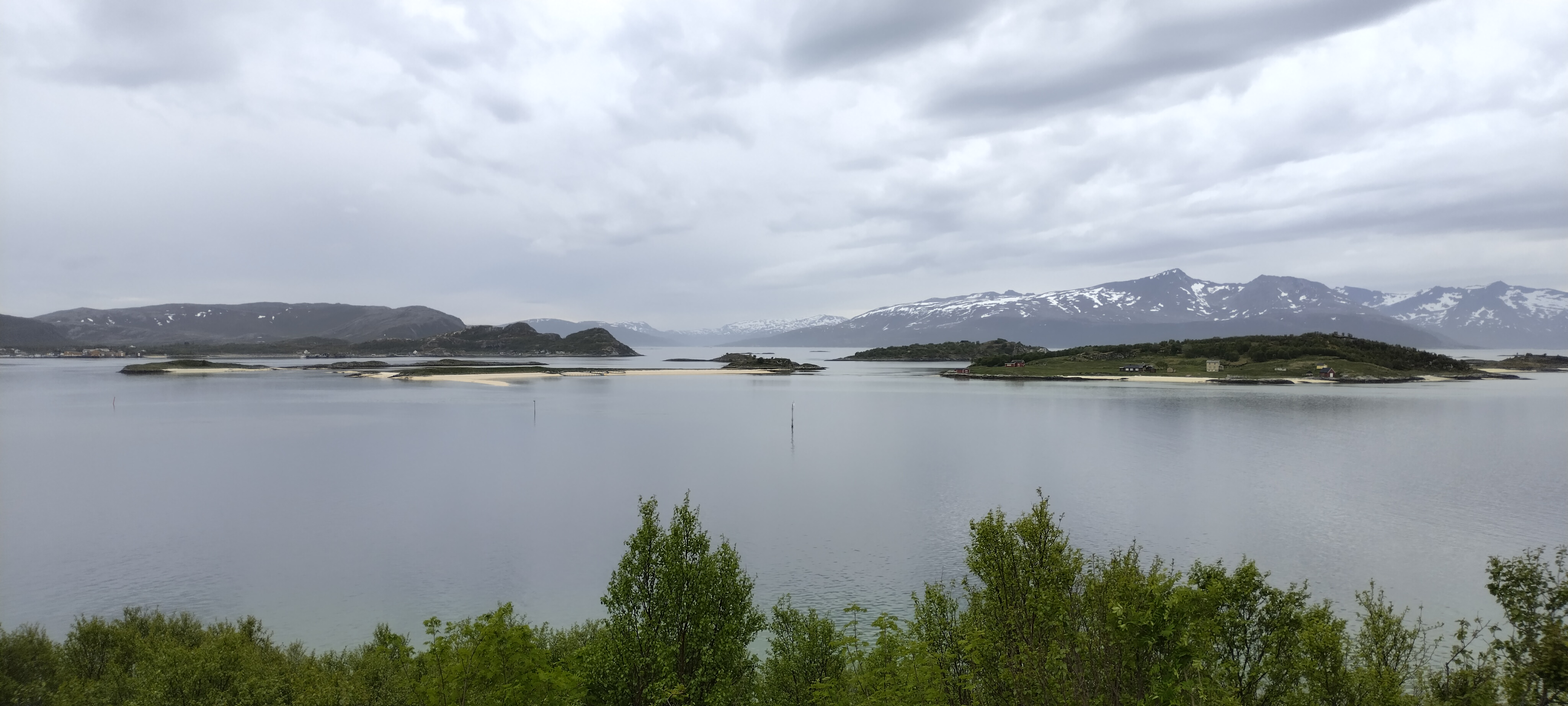
Sandholmen et Litje-Sommarøya
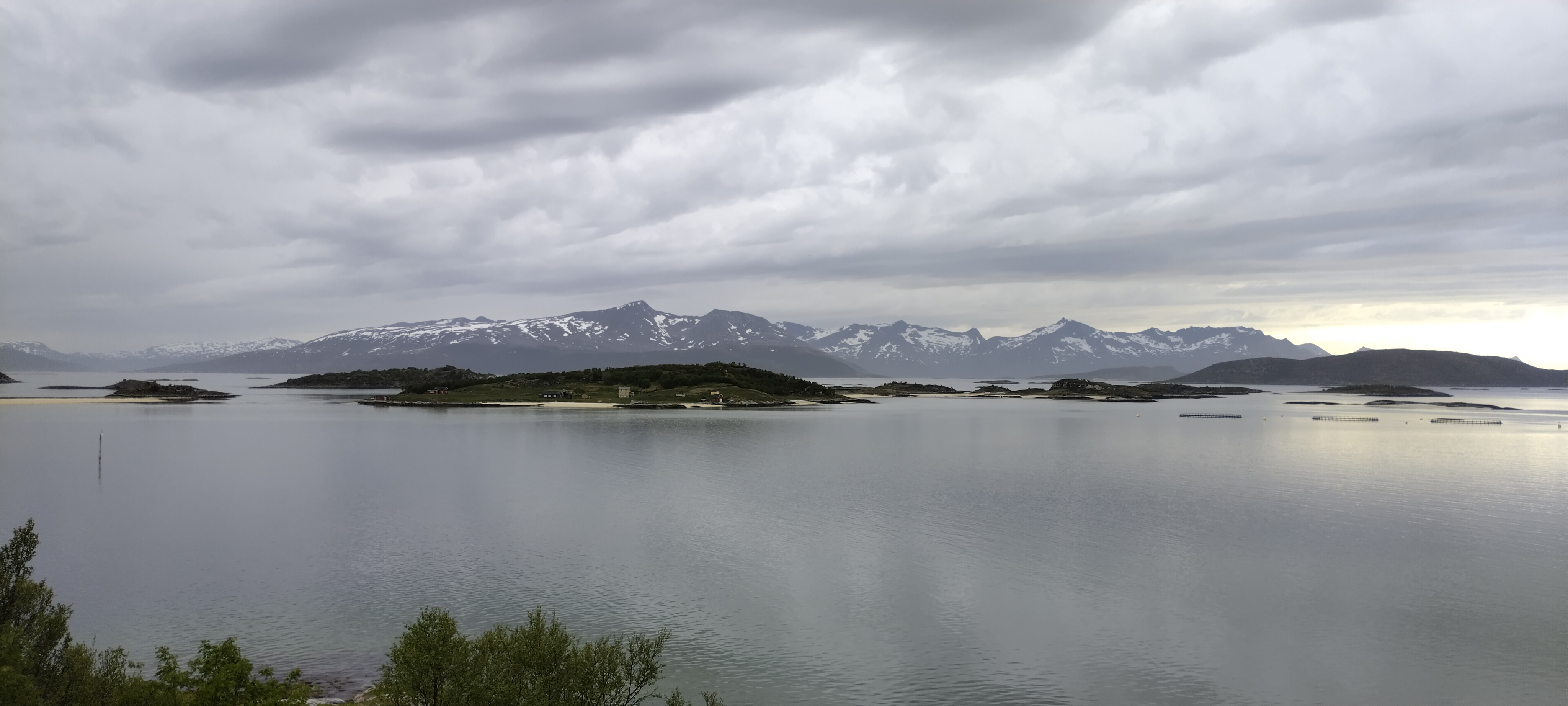
Litje-Sommarøya (Lille-Sommarøya) avec en arrière plan Senja.

## Anecdote
En 2019 les habitants de l'île ont exprimé le souhait d'abolir l'heure,.
Cette information est le produit d'une campagne marketing de l'entreprise Innovasjon Norge (Innovation Norvège). Elle s'est répandue malgré l'absence de source fiable ce qui en fait une fake news rentable,,.